# Bertil Hälleby
Bertil Valdemar Hälleby, född 17 november 1915 i Vasa församling i Göteborg, död 3 juli 2004 i Göteborg, var en svensk tjänsteman, författare och verkställande direktör i olika försäljningsbolag knutna till AB Volvo. Bertil Hälleby började arbeta på Volvo 1936 och var knuten till Volvokoncernen i nära 40 år, bland annat som VD i Volvohandlarföreningen, i AB Volverk och Bil & truck AB. Han hade en mångårig och nära kontakt med AB Volvos båda grundare, Assar Gabrielsson och Gustav Larson. Hälleby var under en tid ordförande i Volvo tjänstemannaklubb och sekreterare i Volvos första företagsnämnd. Efter Volvo var han fram till 1982 regionschef för Svenska Arbetsgivareföreningen i västra Sverige. Under sin tid på Volvo samlade han på sig en mängd dokument om Volvo som sammantaget med Volvos eget historiska arkiv utgjorde grunden till den bok han skrev om Volvos tillkomst och historia fram till introduktionen av Volvos bilmodell PV444. Boken publicerades 1990.
Bertil Hälleby var gift med Gunvor Linnea Hälleby (1919-2001).

## Övrigt
I Bertil Hällebys bok om Volvos tidiga historia anges på sidan 13 att ett stort antal stenogramblock finns bevarade i Volvos historiearkiv, förmodligen författade av Assar Gabrielsson som ännu inte har översatts. Det uppges vidare att Assar Gabrielsson i samband med att han slutade på Volvo brände en mängd egna dokument från sin tid på företaget vilket gjorde det extra svårt att skriva ner Volvos historia. Genom Bertil Hällebys privata arkiv om Volvo har man dock kunnat rekonstruera historien om Volvo rätt väl.